# Ivan Michajlovič Kovšarov
Svatý Ivan Michajlovič Kovšarov (26. července 1878, Oděsa – 13. srpna 1922, Petrohrad) byl ruský právník, právní poradce Alexandroněvské lávry a mučedník.

## Život
Narodil se 26. července 1878 v Oděse jako syn živnostníka Michaila Ivanoviče Kovšarova. Jeho dědeček byl ikonopisec Ivan Ivanovič Kovšarov.
Studoval právo na Oděské univerzitě. U Alexandra Ivanoviče Almazova studoval církevní právo a římské právo u Osipa Jakovleviče Pergamenta. Po absolvování univerzity v roce 1903 začal působit jako pomocný právník v Oděse.
Roku 1906 se přestěhoval do Petrohradu a stal se asistentem právního zástupce Xaveria Ivanoviče Valického. Roku 1911 se stal právníkem soudní komory okresu Petrohrad.
Během jeho advokacie vedl majetkové záležitosti církevních organizací.
V letech 1907–1913 byl asistentem právního poradce Alexandroněvské lávry.
Po Únorové revoluci roku 1917 se podílel na oživení Strany lidových socialistů.
Od roku 1918 byl členem Duchovní rady a právní poradce lávry. Na jaře 1918 byl na petrohradském eparchiálním kongresu duchovenstva a laiků zvolen komisařem pro eparchiální záležitosti, aby „zastupoval a chránil společná práva a zájmy“ petrohradské eparchie. Kovšarov který dříve bránil revolucionáře před carskou vládou, nyní bránil církev, její vůdce a majetek před novou vládou.
Byl členem Sjednocených petrohradských pravoslavných farností. Toto společenství bylo založeno metropolitou Veniaminem (Kazanským). Byl mezi členy představenstva společnosti, kteří obhajovali kompromis s úřady v otázce pomoci hladovějícím.
V březnu 1922 byl zatčen a od 10. června 1922 byl jedním z hlavních obžalovaných v petrohradském procesu „případ odporu proti zabavení církevního majetku“. Byl odsouzen k trestu smrti. Rozsudek byl vykonán 13. srpna 1922. Byl zastřelen spolu s metropolitou Veniaminem (Kazanským), s archimandritou Sergijem (Šeinem) a právníkem a historikem Jurijem Novickým.
Dne 5. dubna 1992 jej Ruská pravoslavná církev svatořečila jako mučedníka a byl zařazen mezi Sbor všech novomučedníků a vyznavačů ruských.
Jeho svátek je připomínán 13. srpna.